# Pathology (groupe)
Pour les articles homonymes, voir Pathology.
Pathology est un groupe américain de deathcore, originaire de San Diego, en Californie.

## Histoire
Dave Astor, ancien membre fondateur de The Locust et Cattle Decapitation, forme un nouveau groupe. En 2006, Pathology fait ses débuts avec la sortie de Surgically Hacked sous le label Amputated Vein Records. Leur dévouement sans relâche se poursuit avec la sortie de leur premier album, Incisions of Perverse Debauchery, chez Grindhead Records. L'élan s'accroit avec leur album suivant, Age of Onset (Comatose Records, 2009), qui attire l'attention de Victory Records,. Cela conduit à la sortie de l'album Legacy of the Ancients le 6 juillet 2010, marquant une étape importante dans leur parcours musical,
Le parcours du groupe marque par de nombreuses tournées aux côtés de groupes tels que Nile, Immolation, Vader, Obituary, Deicide et Deströyer 666, entre autres. Cependant, leur chemin prend un tournant en novembre lorsqu'un accident de van perturbe leur élan. Dans la foulée, le groupe subit quelques changements. Le premier chanteur, Matti Way, laisse la place à Jonathan Huber, anciennement de I Declare War, pour reprendre les fonctions vocales. De plus, le guitariste Tim Tiszczenko, qui avait quitté le groupe, revient et joint ses forces à celles de Kevin Schwartz, formant un tandem de guitaristes. En mai 2011, Pathology annonce son intention d'entrer dans les studios Lambesis avec le producteur Daniel Castleman pour créer un nouvel album qui devrait sortir à l'automne. Le 30 août 2011, le groupe entame une tournée américaine en première partie de Grave et Blood Red Throne.
Le 18 décembre 2012 marque une étape importante pour le groupe qui annonce la fin de son contrat de trois albums avec Victory Records sur son site officiel. Le chanteur Matti Way et le guitariste Tim Tiszczenko font leur retour au sein du groupe. Des nouvelles excitantes suivent, révélant leurs plans pour un nouvel album qui sortira en 2013 sous leur nouveau label underground, Sevared Records. Cela marque un nouveau chapitre dans leur voyage musical, débordant d'anticipation et la liberté d'exprimer leur vision artistique de manière indépendante.
En 2018, Dave Astor, leader visionnaire, se lance dans une mission visant à renforcer son équipe. Il repère et recrute trois musiciens : Daniel Richardson, Ricky Jackson et Obie Flett. En 2021, ils signent un contrat d'enregistrement avec Nuclear Blast.

## Discographie
- 2006 : Surgically Hacked (Amputated Vein Records)
- 2008 : Incisions of Perverse Debauchery (Grindhead Records)
- 2009 : Age of Onset (Comatose Music)
- 2010 : Legacy of the Ancients (Victory Records)
- 2011 : Awaken to the Suffering (Victory Records)
- 2012 : The Time of Great Purification (Victory Records)
- 2013 : Lords of Rephaim (Sevared Records)
- 2014 : Throne of Reign (Sevared Records)
- 2017 : Pathology (Comatose Music)
- 2019 : Reborn to Kill